# Homenetmen Beyrouth
Ne pas confondre avec Homenmen Beyrouth.
Maillots
Le Homenetmen Beyrouth (en arabe : نادي هومنتمن بيروت et en arménien : Հայ Մարմնակրթական Ընդհանուր Միութիւն (ՀՄԸՄ)), plus couramment abrégé en Homenetmen, est un club libanais de football fondé en 1924 et basé à Bourj Hammoud, quartier arménien de Beyrouth, capitale du pays.
Le club est l'une des nombreuses branches du Homenetmen, organisation mondiale pan-arménienne de la diaspora.

## Histoire
Le club, un des plus anciens du pays, est historiquement connu comme étant lié à la communauté arménienne du Liban.

### Rivalité
Le Homenetmen entretient une rivalité sportive et politique avec l'autre équipe arménienne de Bourj Hammoud, à savoir le Homenmen Beyrouth. Le match entre les deux équipes est appelé le « Derby d'Arménie ». Ce match se joue le plus souvent à guichet fermé.

## Palmarès
- Championnat du Liban de football (7)
  - Champion : 1944, 1946, 1948, 1951, 1955, 1963, 1969

- Coupe du Liban de football (3)
  - Vainqueur : 1943, 1948,  1962
  - Finaliste : 1939, 1941, 1952